# منصور بن مقرن
منصور بن مقرن بن عبدالعزیز آل سعود (۱۹۷۴–۵ نوامبر ۲۰۱۷) تاجر اهل عربستان، عضو خانواده آل سعود و مشاور دادگاه سلطنتی عربستان سعودی بود. وی در آوریل ۲۰۱۵ با عنوان وزیر به سمت مشاور خادم حریم شریفین منصوب شد. او پسر شاهزاده مقرن آل سعود، ولیعهد پیشین عربستان سعودی بود و در ۵ نوامبر ۲۰۱۷ در تصادف هلیکوپتر کشته شد.

## خانواده
پدر منصور ولیعهد پیشین مقرن بن عبدالعزیز و مادرش عبطة بنت حمود آل رشید و دو برادرش ترکی بن مقرن بن عبدالعزیز و فهد بن مقرن بودند. وی در سال ۲۰۱۳، با دختری از خانواده سعود بن فهد آل سعود ازدواج کرد.

## سمت
در ژانویه ۲۰۱۵، سلمان توصیه ولیعهد مقرن که پدر منصور بود را پذیرفت و منصور را مشاور دادگاه سلطنتی کرد. او طرف حقوقی شرکت صاحب امتیاز اتان آلن در سعودی و نایب رئیس بنیاد البیان نیز بود. این بنیاد در عربستان سعودی کالج‌های آموزش عالی تأسیس می‌کند.

## مرگ
منصور بن مقرن در ۵ نوامبر ۲۰۱۷ در سانحه سقوط هلی کوپتر نزدیک منطقه أبها در نزدیکی مرز با یمن درگذشت. به گزارش وزارت کشور، او به همراه هفت مقام دیگر در بازگشت از بازرسی منطقه در این سانحه کشته شده‌است.